# ایبوپروفنات مس
ایبوپروفنات مس (به انگلیسی: Copper ibuprofenate) یک ترکیب شیمیایی است. شکل ظاهری این ترکیب، پودر سبز است.